# Гвен Ли
Гвен Ли (англ. Gwen Lee, урождённая Гвендолин Лепински (англ. Gwendolyn Lepinski), 12 ноября 1904, Хейстингс, Небраска — 20 августа 1961, Рино, Невада) — американская актриса.

## Биография
Гвен Ли родилась в Хейстингсе, штат Небраска, в семье Мриетт и Фрэнка Б. Лепински. Свою карьеру начала в качестве модели в универмаге, а затем стала появляться в театральных постановках в качестве танцовщицы, где её заметил кинорежиссёр Монта Белл. В 1925 году Ли подписала контракт с «Metro-Goldwyn-Mayer», и в том же году дебютировала на киноэкранах в фильме «Леди ночи» с Нормой Широй в главной роли. Далее последовали роли в фильмах «Милые леди» (1925), «Возвращение одинокого волка» (1926), «Адам и зло» (1927), «Смейся, клоун, смейся» (1928) и ряде других. В 1928 году Ли была включена в список финалисток рекламной кампании «WAMPAS Baby Stars», как одна из тринадцати молодых актрис, которым прочили звёздное будущее. Однако, все её последующие роли были второго плана, и в 1938 году актриса завершила свою карьеру.
В марте 1931 года мать актрисы подала на неё в суд, потребовав опекунства на дочерью в виду того, что она стала некомпетентна в ведении своих дел. Дело было передано в Верховный суд Лос-Анджелеса, но в апреле того же года мать Гвен Ли отказалась от иска, сославшись на улучшение здоровья дочери. 4 мая 1943 года актриса вышла замуж за Джорджа Менса-младшего. Гвен Ли умерла 20 августа 1961 года в возрасте 56 лет в Рино, штат Невада.